# Head Over Heels (2012)
Head Over Heels ist ein britischer animierter Kurzfilm von Timothy Reckart aus dem Jahr 2012.

## Handlung
Das Ehepaar Madge und Walter hat sich über die Jahre auseinandergelebt. Sie wohnen zwar in einem Haus, doch lebt er am Boden, während sie an der Zimmerdecke wohnt. Lässt sie etwas fallen, fällt es auf Walter. Der Kühlschrank hat zwei Türen und wird von beiden stets mürrisch nach oben oder unten gezogen, während das Hochzeitsfoto jeder für sich beansprucht und stets so herumdreht, dass es für den anderen auf dem Kopf steht. Geredet haben sie schon lange nicht mehr miteinander.
Eines Tages will Walter fernsehen, während Madge staubsaugt. Dabei geht eine Antenne des Fernsehapparats ab, die Walter reparieren will. In der Abstellkammer, wo sein Werkzeug lagert, findet er ein Paar abgetragene Ballettschuhe, die Madge bei ihrer Hochzeit trug. Er repariert die Schuhe liebevoll und will sie Madge schenken, doch stößt sie die Schuhkiste unbeachtet von sich. Es kommt zum Streit zwischen dem Ehepaar, das Hochzeitsbild geht zu Bruch und am Ende landet das Haus, das bisher in der Luft schwebte, unsanft auf der Erde. Es hat sich dabei so gedreht, dass Madge nun am Boden lebt, während Walter an der Decke steht. Madge verlässt das Haus und erkundet die Gegend. Walter will ebenfalls aus dem Haus gehen, wird jedoch fast aus dem Haus in den Himmel gezogen. Er bindet sich an seinem Stuhl fest, was nur zur Folge hat, dass er auf dem Stuhl nun gleich einem Luftballon kopfüber in der Luft schwebt. Er schläft ein. Madge kehrt nach einiger Zeit zum Haus zurück und findet hier die von ihr weggeworfene Schuhschachtel. Sie erkennt, dass Walter sie noch liebt, und fasst einen Plan. Sie nagelt zahlreiche ihrer Schuhpaare an die Zimmerdecke. Walter erwacht vom Arbeitslärm und kehrt an die Decke ins Haus zurück. Hier schwingt sich Madge in ihre Schuhe und wird so ebenfalls an der Decke gehalten. Nachdem sie sich zögerlich die Hand gereicht haben, fallen sich Madge und Walter in die Arme.

## Produktion
Head Over Heels entstand innerhalb von 15 Monaten als Abschlussfilm Reckarts während des Masterstudiums an der National Film and Television School bei London. Er wurde in Knetanimation in Stop-Motion animiert. Der Film erlebte seine Premiere am 24. Mai 2012 auf den Internationalen Filmfestspielen von Cannes 2012.
Obwohl der Film keine Dialoge besitzt, geben Madge und Walter Töne von sich. Madge wurde von Rayyah McCaul und Walter von Nigel Anthony synchronisiert.

## Auszeichnungen
Head Over Heels gewann 2012 den Preis der Jury des brasilianischen Filmfestivals Anima Mundi. Im Jahr 2013 erhielt er einen Annie Award als „Best Student Film“ und den Cartoon d’Or als bester europäischer Kurzanimationsfilm. Head Over Heels wurde zudem 2013 für einen Oscar in der Kategorie Bester animierter Kurzfilm nominiert.